# Meinheim
Meinheim è un comune tedesco di 875 abitanti, situato nel land della Baviera.